# Serhij Sytin
Serhij Wałerijowycz Sytin, ukr. Сергій Валерійович Ситін, ukr. Сергей Валерьевич Сытин, Siergiej Walerjewicz Sytin (ur. 19 lipca 1982 w Awdijiwce) – ukraiński futsalista, grający na pozycji napastnika. Zmienił obywatelstwo na rosyjskie w 2008 roku.

## Kariera piłkarska
Wychowanek Szkoły Sportowej Szachtar Donieck, a potem Republikańskiej Wyśzej Szkoły Rezerw Olimpijskich im. Serhija Bubki w Doniecku. W 1999 rozpoczął karierę futsalową w klubie Tełekom Donieck. W 2002 przeniósł się do Szachtara Donieck. Latem 2007 wyjechał do Rosji, gdzie został zawodnikiem Spartaka Shchołkowo. W lipcu 2009 został zaproszony do Diny Moskwa, w której występował przez 6 lat. W lipcu 2015 zmienił klub na Norilski Nikiel Norilsk. 28 stycznia 2019 za obopólną zgodą kontrakt został rozwiązany, po czym zasilił skład Bierkuta Grozny.

## Kariera reprezentacyjna
Wieloletni reprezentant Ukrainy, barwy której bronił od 2002 do 2007, zdobywając wicemistrzostwo Europy w 2003. Ze studencką reprezentacją w 2002 zdobył brązowe medale Akademickich mistrzostw świata w 2002 roku.

## Sukcesy i odznaczenia

### Sukcesy piłkarskie
reprezentacja Ukrainy
- wicemistrz Europy: 2003
- zdobywca Pucharu Piramid: 2003
- brązowy medalista mistrzostw świata wśród studentów: 2002

MFK Szachtar Donieck
- mistrz Ukrainy: 2001/02, 2003/04, 2004/05, 2005/06
- wicemistrz Ukrainy: 2002/03
- brązowy medalista mistrzostw Ukrainy: 2006/07
- zdobywca Pucharu Ukrainy: 2002/03, 2003/04, 2005/06
- finalista Pucharu Ukrainy: 2004/05
- zdobywca Superpucharu Ukrainy: 2006

Dina Moskwa
- mistrz Rosji: 2013/14
- wicemistrz Rosji: 2008/09
- brązowy medalista mistrzostw Rosji: 2009/10

Norilski Nikiel Norilsk
- finalista Pucharu Rosji: 2014/15

### Sukcesy indywidualne
- król strzelców mistrzostw Ukrainy: 2005/06
- król strzelców Pucharu UEFA: 2006/07
- najlepszy futsalista Ukrainy: 2007